# Лафниц (Штирия)
Лафниц (нем. Lafnitz (Steiermark)) — коммуна (нем. Gemeinde) в Австрии, в федеральной земле Штирия. 
Входит в состав округа Хартберг.  Население составляет 1414 человек (на 31 декабря 2005 года). Занимает площадь 15,52 км². Официальный код  —  60717.

## Политическая ситуация
Бургомистр коммуны — Ханс Хаммер (СДПА) по результатам выборов 2005 года.
Совет представителей коммуны (нем. Gemeinderat) состоит из 15 мест.
- СДПА занимает 8 мест.
- АНП занимает 7 мест.